# Gatherstone Beck
Der Gatherstone Beck ist ein Fluss im Lake District, Cumbria, England. Der Gatherstone Beck entsteht am Black Sail Pass einem Gebirgspass, der nur zu Fuß zu erreichen ist und der Wasdale im Süden mit Ennerdale im Norden verbindet und vom Pillar im Norden und vom Kirk Fell im Süden begrenzt wird. Der Gatherstone Beck fließt in westlicher Richtung bis zu seiner Mündung in den Mosedale Beck.